# Blue (Lied)

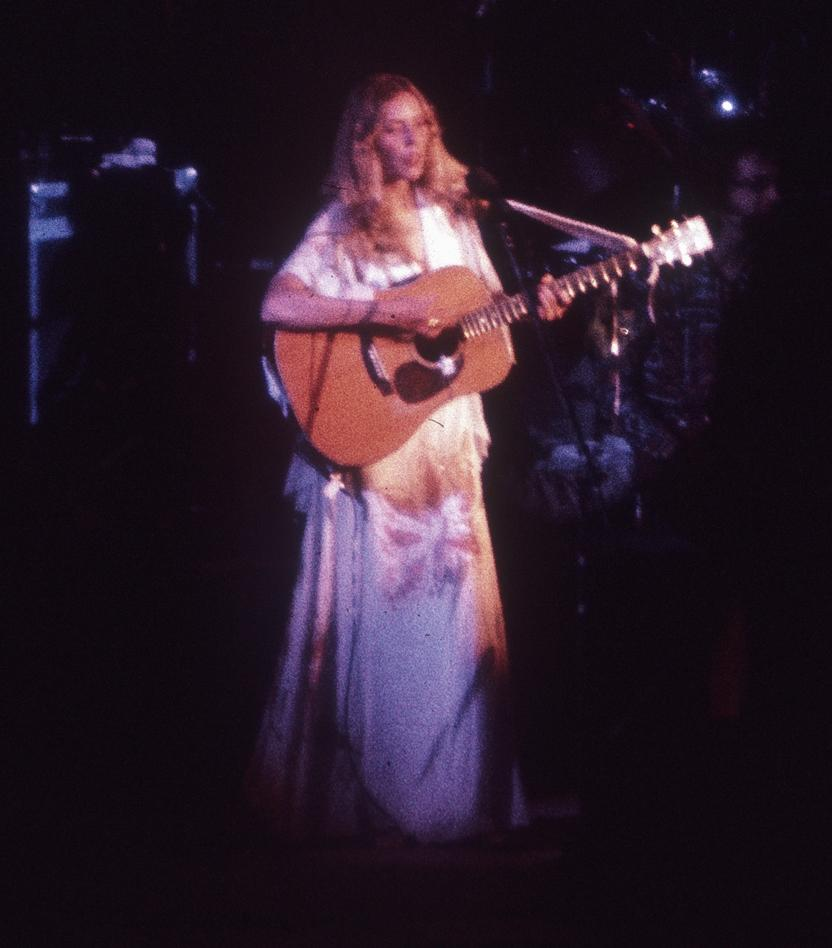
Joni Mitchell (1974)

Blue ist der Titelsong des gleichnamigen Albums von Joni Mitchell von 1971.

## Text
Der melancholische Song befasst sich mit Mitchells Beziehung zu James Taylor und beginnt mit den Zeilen: „Blue, songs are like tattoos / You know I've been to sea before / Crown and anchor me / Or let me sail away“. 
1979 sagte Mitchell: 

„Das Album Blue, es gibt kaum eine unehrliche Note im Gesang. Zu dieser Zeit meines Lebens hatte ich keine persönliche Abwehr. Ich fühlte mich wie eine Zellophanverpackung auf einer Zigarettenschachtel. Ich hatte das Gefühl, absolut keine Geheimnisse vor der Welt zu haben und ich konnte in meinem Leben nicht so tun, als wäre ich stark. Oder um glücklich zu sein. Aber der Vorteil in der Musik war, dass es dort auch keine Abwehr gab.“

## Coverversionen
Es gibt rund 120 Coverversionen. Eine Auswahl:
- 1996: Sarah McLachlans auf ihrer Kompilation Rarities, B-Sides and Other Stuff
- 2008: Cat Power auf ihrem Studioalbum Jukebox.
- 2019: Rufus Wainwrights auf dem Live-Tribute-Album Joni 75: A Birthday Celebration